# SOGEFI
SOGEFI è una società italiana con sede legale ed operativa a Milano, fondata nel 1980 e operante nel settore della componentistica per auto, specializzata in due aree di attività nelle quali è uno dei leader mondiali: i sistemi motore (filtri e sistemi di gestione dell'aria e del raffreddamento motore) e i componenti per le sospensioni. Sogefi, controllata dal gruppo CIR, è leader mondiale nel primo equipaggiamento (OE, Original Equipement), del ricambio originale (OES) e del ricambio indipendente (IAM).
È quotata alla Borsa valori di Milano negli indici FTSE Italia Small Cap e FTSE Italia STAR.

## Storia
Sogefi è fondata nel 1980 da Roberto Colaninno, primo amministratore delegato, ma entra ben presto nell'orbita della CIR di Carlo De Benedetti. Sin dai primi mesi dopo la costituzione, la società realizza acquisizioni e joint-venture strategiche con l'intento di espandere il gruppo a livello mondiale nel settore della componentistica automobilistica. Inizialmente operante nel settore della componentistica per auto, Sogefi entra nel settore degli accessori auto principalmente con l'acquisizione, nel 1982, dello storico marchio FIAAM FILTER, nota azienda di Mantova nata nell'immediato dopoguerra, produttrice di filtri per autoveicoli. Il Gruppo ha velocemente avviato stabilimenti in diversi Paesi, tra cui il Brasile e la Cina, in cui Sogefi è presente, rispettivamente, dal 1991 e dal 1995..
Nel corso del 2011, Sogefi acquisisce il gruppo di componentistica auto Systèmes Moteurs, uno dei principali produttori mondiali di sistemi di gestione aria e raffreddamento motore. I ricavi del 2012 sono pari a 1.319,2 milioni di euro, in crescita del 13,9% rispetto a 1.158,4 milioni di euro nell'esercizio 2011, raggiungendo il livello più alto nella storia di Sogefi. L'Ebitda è pari a 126 milioni di euro mentre l'utile netto è ammontato a 29.3 milioni di euro. A luglio 2012 il Gruppo Sogefi apre due nuove fabbriche in India mentre, a settembre Guglielmo Fiocchi entra in azienda con l'incarico di direttore generale. Incarico che ha ricoperto fino alla primavera 2013 quando, l'assemblea dei soci lo ha nominato amministratore delegato al posto di Emanuele Bosio che si era dimesso per aver raggiunto l'età pensionistica.
La crescita del Gruppo Sogefi attrae sempre più l'attenzione degli investitori. A maggio 2013 il Gruppo è oggetto di un Private Placement negli Stati Uniti per circa 115 milioni di euro. Nel mese di aprile 2014 le filiali indiane del Gruppo Sogefi, MNR-Sogefi Filtration India e Systemes Moteurs India, vengono fuse in un'unica realtà che prende il nome di Sogefi-MNR Engine Systems India. Sogefi ha ottenuto nel luglio 2015 la fiducia del Gruppo Audi che gli ha affidato la produzione delle molle ultraleggere destinate ai propri veicoli. Nel giugno 2015 l'amministratore Guglielmo Fiocchi si dimette, al suo posto va il francese Laurent Hebenstreit. Cambio anche alla presidenza: Monica Mondardini diventa presidente al posto di Rodolfo De Benedetti che rimane nel cda come consigliere. Nel dicembre 2019 si dimette Hebenstreit, al suo posto subentra Mauro Fenzi, ex CEO di Comau.

## Struttura del gruppo
La capogruppo Sogefi S.p.A. possiede 36 società consolidate, strutturate in 3 Business Unit: Air & Cooling, Filtration e Suspensions.
È presente in quattro continenti e 23 paesi, con 40 stabilimenti produttivi.

## Dati economici
Nel 2019 Sogefi ha registrato ricavi per 1,52 miliardi di euro, il 3,3% in meno rispetto al 2018 (-2,2% a cambi costanti). L'utile netto è di 3,2 milioni rispetto ai 14,0 milioni dell'anno precedente, il margine operativo lordo è diminuito da 176,1 a 174,3 milioni. L'indebitamento finanziario netto è sceso a 256,2 milioni da 260,5.

## Azionisti
- CIR S.p.A., 55,60%
- Altri, 44,40%[10]

## Consiglio di amministrazione
- Presidente: Monica Mondardini
- Amministratore Delegato e Direttore Generale: Frederic Sipahi
- Consigliere: Rodolfo De Benedetti
- Consigliere: Patrizia Canziani
- Consigliere: Roberta Di Vieto
- Consigliere: Mauro Melis
- Consigliere: Ervino Riccobon
- Consigliere: Christian Georges Streiff

Dati dicembre 2019